# بینگکوویتسه (استان سیلسیان)
بینگکوویتسه (به لهستانی:  Bieńkowice) یک روستا در لهستان است که در گمینا کژژانوویتسه واقع شده‌است. بینگکوویتسه ۱٬۲۰۰ نفر جمعیت دارد.

## نگارخانه

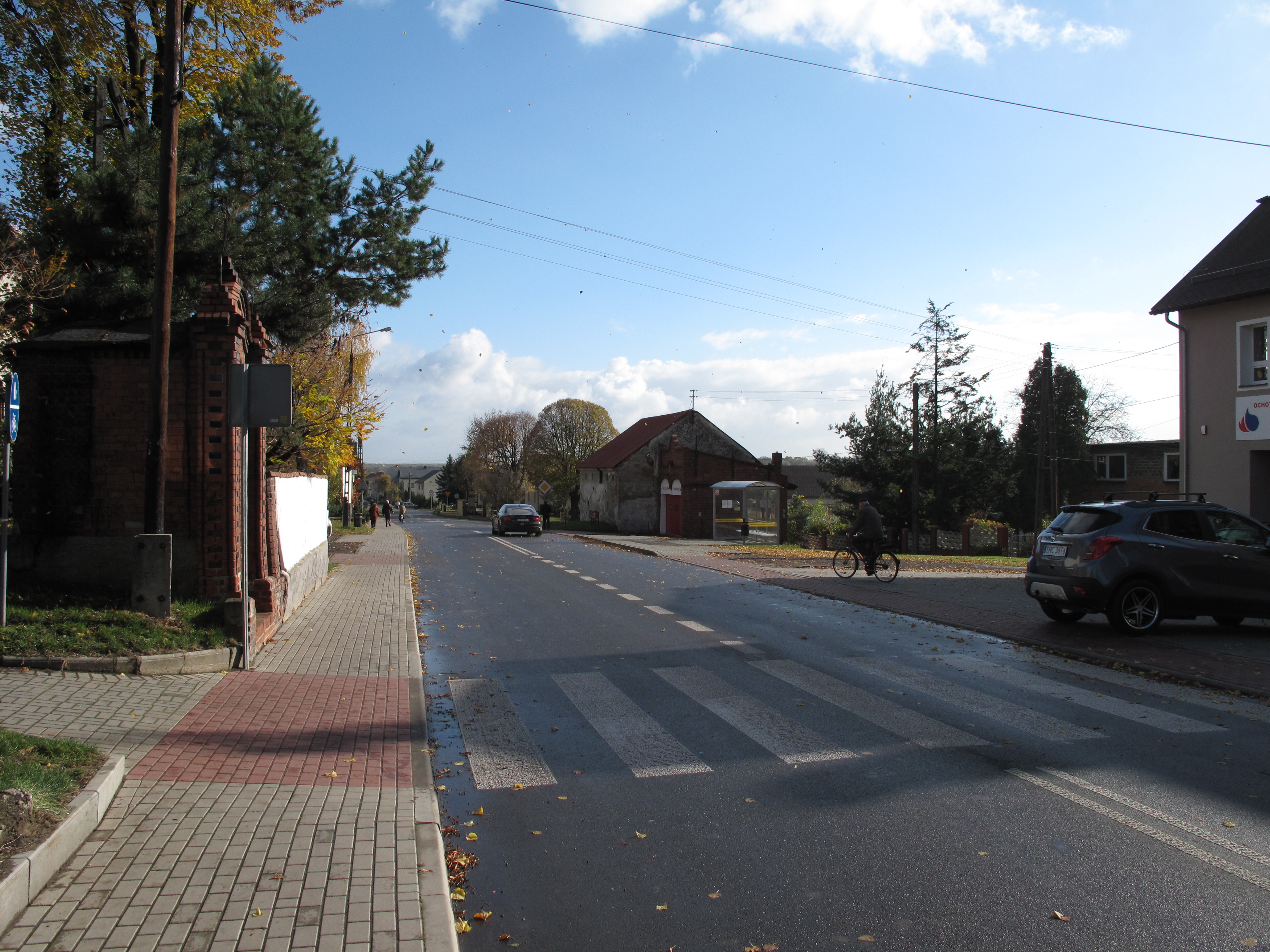
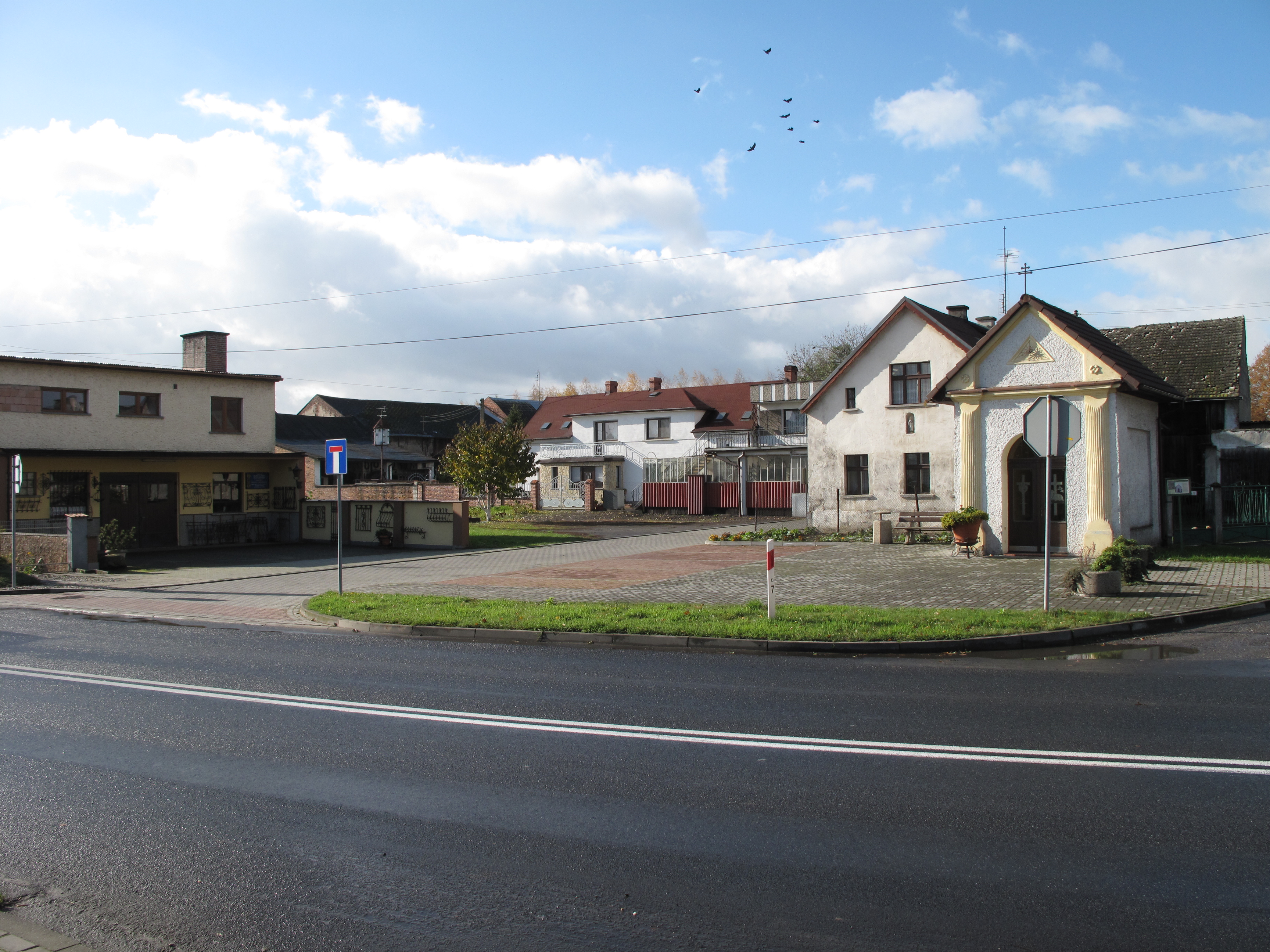
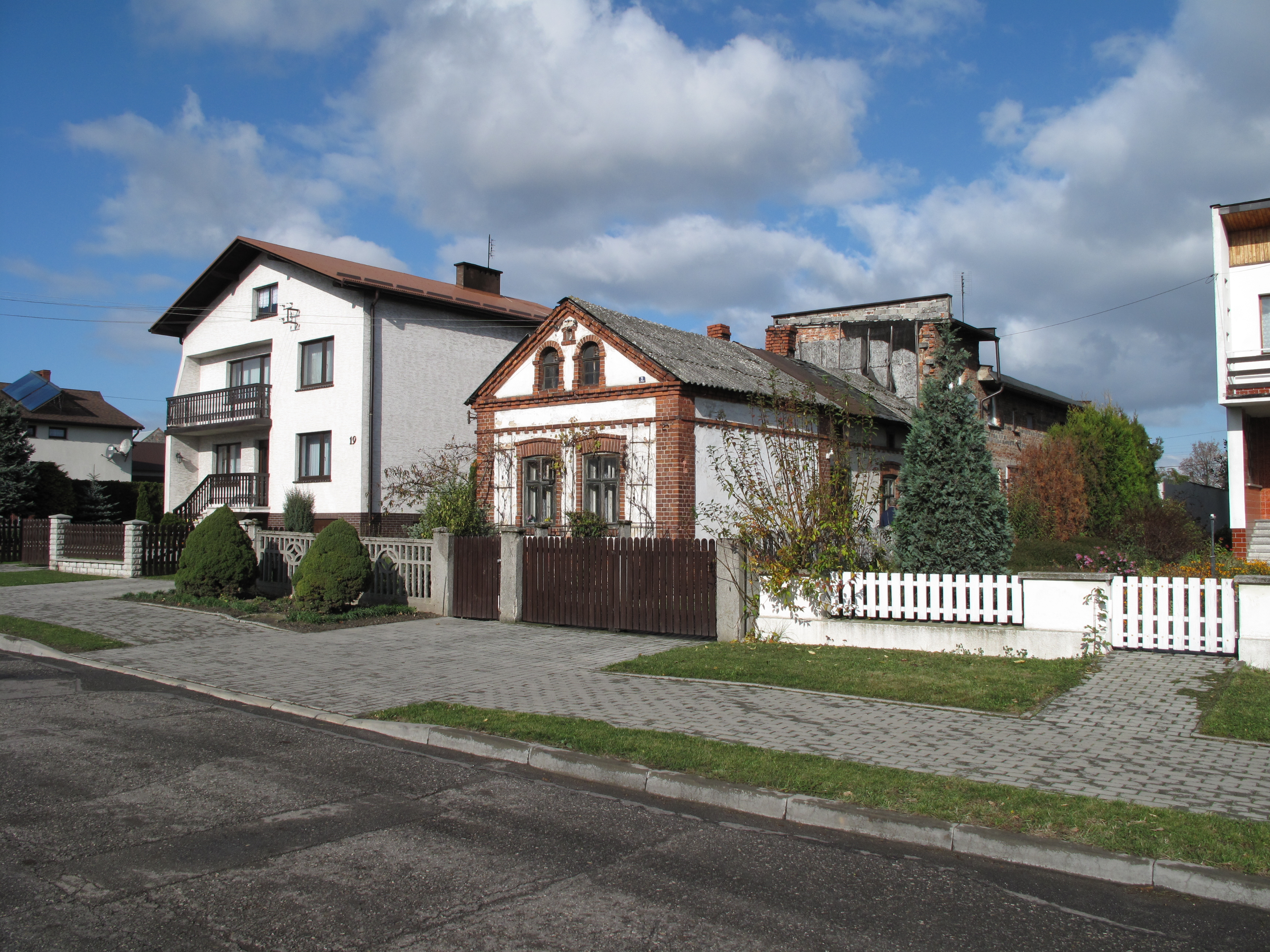